# 近畿日本鐵道
近畿日本鐵道（日语：／ Kinki Nippon Tetsudō */?），簡稱近鐵（一般略稱近鐵（きんてつ、Kintetsu），亦有人稱其為近日（きんにち），是日本的大手私鐵之一，為日本除了JR集團之外擁有最長路網的鐵路公司，旗下的鐵路網絡橫跨大阪府、奈良縣、京都府、三重縣、岐阜縣、愛知縣等2府4縣，是唯一連結大阪、奈良、京都等關西圈（近畿地方）與名古屋，以及津、伊勢志摩等的中京圈（東海與中部地方）的私铁线网，營業里程達到501.1km，為日本私鐵第1名（第2名是東武的463.3km，第3為名鐵的444.2km）。
近鐵集團擁有許多企業，從事各項事業。本社所在地在大阪府大阪市天王寺區上本町六丁目1番55号。近鐵曾經擁有職棒球隊大阪近鐵野牛，不過因為合併問題在2005年解散。

## 歷史
本條目只敘述1944年近畿日本鐵道成立之後的歷史，此前請見近鐵前身大阪電氣軌道相關條目。

### 成立
近鐵的前身為1910年成立的奈良軌道，同年改名大阪電氣軌道，經過多次擴張、合併，1944年在二戰期間國家強勢推動鐵路事業合併的背景下，當時的關西急行電鐵和南海電氣鐵道合併，成立近畿日本鐵道，路線總長達630公里，居私鐵首位。然而近鐵與南海是被國家強行合併，在戰後1947年二者便拆分，近鐵將舊南海電鐵的路線讓渡給高野山電氣鐵道，後者改名成為現今的南海電鐵，近鐵的規模回到合併前的437公里，位居日本私鐵第三。

### 擴張
1947年近鐵開始運行大阪上本町 - 近鐵名古屋之間的收費特急列車 (近鐵特急)，是戰後日本首個開行收費特急的鐵路業者，甚至早於日本國有鐵道。然而由於繼承自不同公司，近鐵的大阪線屬於1435mm標準軌，名古屋線卻是1067mm窄軌，導致特急列車旅客必須換乘，於是近鐵在1959年趁名古屋線被颱風薇拉破壞修復時改軌為標準軌，事實上近鐵曾考慮與國鐵、名鐵、南海電鐵直通，因为三者都是使用1067mm窄軌，因此近鐵原本傾向改造大阪線為1067mm的方案，但是名古屋線破壞修復的機會最終讓改造名古屋線方案勝出。
1960~70年代，近鐵合併奈良電氣鐵道、信貴生駒電鐵和三重交通的鐵路線，重新成為日本規模最大的私鐵網絡，合併奈良電氣鐵道更讓近鐵的營運範圍擴張至京都。1969年配合大阪博览会修建鳥羽線，以連接脫網的志摩線，並在1970年開通難波線，使近鐵在1947年與南海電鐵拆分後再次進入難波，大阪 - 名古屋之間的近鐵特急更為便捷。

### 近期
1986年近鐵京阪奈線開通，該線為近鐵目前路網中最後通車的路線，並與大阪地下鐵中央線直通運營，於2006年延伸至學研奈良登美丘站。除了大阪地下鐵外，1988年近鐵京都線開始與京都地下鐵烏丸線直通；2009年奈良、大阪、難波線列車開始與延伸至難波的阪神難波線直通，旅客可以不換乘從奈良直達神戶。
另外近鐵也不斷優化特急列車，使近鐵特急成為前往奈良、三重兩個沒有新幹線通過之縣區的主要交通方式，特別是中京圈與近畿圈分屬JR東海與JR西日本，在信濃號大阪 - 名古屋停駛後，近鐵成為中京與近畿唯一無須換乘的在來線網絡。
近年近鐵部分營運不佳線路採取另立子公司移交運營、上下分離的方式處理，包括：伊賀鐵道伊賀線、養老鐵道養老線、四日市明日狹軌鐵道內部線、三岐鐵道和八王子線。

## 路線列表

### 營業中路線
| 近铁路线图                                                         |                            |          |                     |                       |              |
| 路線記號                                                           | 中文線名                   | 日文線名 | 起點                | 終點                  | 距離（公里） |
| 奈良、京都線系（大阪府、奈良縣、京都府） 軌道：1,435毫米           |                            |          |                     |                       |              |
|                                                                    | 難波線                     |          | 大阪上本町（A03）   | 大阪難波（A01）       | 2.0          |
|                                                                    | 奈良線                     |          | 布施（A06）         | 近鐵奈良（A28）       | 26.7         |
|                                                                    | 生駒線                     |          | 王寺（G28）         | 生駒（G17）           | 12.4         |
|                                                                    | 京阪奈線                   |          | 長田（C23）         | 學研奈良登美丘（C30） | 18.8         |
|                                                                    | 京都線                     |          | 京都（B01）         | 大和西大寺（B26）     | 34.6         |
|                                                                    | 橿原線                     |          | 大和西大寺（B26）   | 橿原神宮前（B42）     | 23.8         |
|                                                                    | 天理線                     |          | 平端（H32）         | 天理（H35）           | 4.5          |
|                                                                    | 田原本線                   |          | 新王寺（I43）       | 西田原本（I36）       | 10.1         |
| 大阪、名古屋線系（大阪府、奈良縣、三重縣、愛知縣） 軌距：1,435毫米 |                            |          |                     |                       |              |
|                                                                    | 大阪線                     |          | 大阪上本町（D03）   | 伊勢中川（D61）       | 107.6        |
|                                                                    | 信貴線                     |          | 河內山本（J12）     | 信貴山口（J14）       | 2.8          |
|                                                                    | 名古屋線                   |          | 伊勢中川（E61）     | 近鐵名古屋（E01）     | 78.8         |
|                                                                    | 湯之山線                   |          | 近鐵四日市（K21）   | 湯之山溫泉（K30）     | 15.4         |
|                                                                    | 鈴鹿線                     |          | 伊勢若松（L29）     | 平田町（L33）         | 8.2          |
|                                                                    | 山田線                     |          | 伊勢中川（M61）     | 宇治山田（M74）       | 28.3         |
|                                                                    | 鳥羽線                     |          | 宇治山田（M74）     | 鳥羽（M78）           | 13.2         |
|                                                                    | 志摩線                     |          | 鳥羽（M78）         | 賢島（M93）           | 24.5         |
| 南大阪線系（大阪府、奈良縣） 軌距：1,067毫米                       |                            |          |                     |                       |              |
|                                                                    | 南大阪線                   |          | 大阪阿部野橋（F01） | 橿原神宮前（F42）     | 39.7         |
|                                                                    | 道明寺線                   |          | 道明寺（N15）       | 柏原（N17）           | 2.2          |
|                                                                    | 長野線                     |          | 古市（O16）         | 河內長野（O23）       | 12.5         |
|                                                                    | 御所線                     |          | 尺土（P23）         | 近鐵御所（P26）       | 5.2          |
|                                                                    | 吉野線                     |          | 橿原神宮前（F42）   | 吉野（F57）           | 25.2         |
| 纜索鐵路                                                           |                            |          |                     |                       |              |
|                                                                    | 生駒鋼索線（生駒纜車）     |          | 鳥居前（Y17）       | 生駒山上（Y21）       | 2.0          |
|                                                                    | 西信貴鋼索線（西信貴纜車） |          | 信貴山口（Z14）     | 高安山（Z15）         | 1.3          |
| 索道                                                               |                            |          |                     |                       |              |
|                                                                    | 葛城索道線（葛城山索道）   |          | 葛城登山口          | 葛城山上              | 1.4          |

## 列車

### 特急
- 志摩之風（しまかぜ）：2013年開始運行，從大阪難波、京都或近鐵名古屋站開往賢島的觀光特急列車。因为日语中“志摩风”和“岛风“发音相同，且近铁并没有给本车的名字提供汉字标识；在本车开往伊势志摩地区，且终点站位于贤岛上的情况下，本车名也被翻译为“岛风”。
- 火之鳥（ひのとり）：2020年開始運行，連結大阪難波站和近鐵名古屋站的特急列車，特色是1號車廂&6號車廂(6節編組運行時)&8號車廂(8節編組)為高級車廂「Premium Seat」(プレミアム席)
- 都市快车Next（日语：アーバンライナー）：2003年開始運行，連結大阪難波站和近鐵名古屋站的特急列車。目前都市快车Next指使用近鐵21020系電聯車运行的都市快车。
- 都市快车Plus（日语：アーバンライナー）：1988年開始運行，連結大阪難波站和近鐵名古屋站的特急列車。目前都市快车Plus指使用近鐵21000系電聯車运行的都市快车。
- 伊勢志摩Liner：1994年開始運行，主要從大阪、京都、名古屋行駛往鳥羽、賢島方面的特急列車。
- 櫻花Liner（日语：伊勢志摩ライナー）：1990年開始運行，連接大阪阿部野橋到飛鳥、吉野路的賞櫻觀光特急列車。
- 眺望车（日语：ビスタカー）：1978年開始運行，以雙層車身的近鐵30000系電聯車營運的特急列車。登場初期原名「Vista Car III世」（ビスタカーIII世），但在1994年的改造工程之後，改名Vista EX。是近鐵極為代表性的特急列車之一。
- 標準型特急列車：2009年開始運行，使用22000系或者22600系電聯車運行的標準型特急列車。虽然不论是22000或22600系皆有“ACE”之名，但称呼22000时读作“A-C-E”，而称呼22600时读作“ACE”。

### 其他列車
近鐵快速列車除特急外包括：快速急行、急行、區間急行、準急和區間準急，皆不須加收費用，票價與普通各停列車相同。

## 使用車輛

### 現在使用車輛

#### 標準軌線特別仕様特急車
- 50000系（Shimakaze）
- 80000系（Hinotori）
- 21000系（Urban Liner plus）
- 21020系（Urban Liner next）
- 23000系（伊勢志摩Liner）

#### 標準軌線 Vista Car
- 30000系（Vista Car III世・Vista EX）

#### 標準軌線泛用特急車
- 12200系（新スナックカー）
- 12400系（日语：近鉄12400系電車）（サニーカー）
- 12410系（日语：近鉄12410系電車）（サニーカー）
- 12600系（日语：近鉄12600系電車）（サニーカー）
- 22000系（日语：近鉄22000系電車） (ACE)
- 22600系 (ACE)

#### 標準軌線團體專用車輛
- 15200系（日语：近鉄15200系電車）（新あおぞらII）
- 15400系（日语：近鉄15400系電車）（かぎろひ）
- 20000系（樂）

#### 南大阪線用
- 16000系
- 16010系（サニーカー）
- 16400系 (ACE)
- 16600系 (ACE)
- 26000系（さくらライナー）

#### 一般車輛
- 1400系
- 3200系
- 3220系
- 5800系
- 5820系
- 6400系
- 7000系
- 7020系
- 8000系
- 9020系
- 8A系:2024年10月7日，近畿日本鐵道在近鐵奈良站舉行新型電車近鐵8A系電聯車的首發典禮，並規劃在該年度先行投入至奈良線、京都線與橿原線上運轉；同時近鐵8A系電聯車也將於2025年陸續投入至天理線、大阪線、名古屋線及南大阪線上運轉[1][2][3][4]。而該列車也是近鐵時隔24年再度推出新型的一般型車輛[1][2][3][4][5]。

#### 急行與特急車輛
- 5200系

### 過去使用車輛
- 10000系（Vista Car I世）
- 10100系（Vista Car II世）
- 10400系（舊Esuka）
- 11400系（新Esuka）
- 12000系（舊スナックカー）
- 18000系
- 18200系（京都伊勢特急車、のち旧あおぞらII）
- 18400系（京都橿原特急車、のちあおぞらII増結用）
- 20100系（あおぞら）

## 车厢广播
在奈良线、京都线、橿原线、天理线的部份列车、及所有特急列车、2016年开始英语、現代標準漢語及韩语广播。

## 與其他交通業者關係

### 國鐵、JR集團
在奈良、三重因為國鐵對於非都市近郊路線的關西本線、奈良線不予重視，導致兩線路長期為單線非電氣化，相較之下近鐵在兩縣擁有大量鐵路線，並高規格建造、改造，使近鐵與平行的國鐵路線相較之下更為快速、班次也較多，使奈良、三重被稱為「近鐵王國」，近鐵車站周圍繁華程度更勝JR同市的車站，即使國鐵分割民營化之後JR西日本改善路線，近鐵在奈良、三重仍具有較多優勢。
在與國鐵競爭之餘，近鐵也積極與國鐵連接，近鐵前身名古屋側的伊勢電氣鐵道、參宮急行電鐵有多個與國鐵並設的車站，運送前往伊势神宫的旅客，南大阪線、吉野線也有與國鐵並設的車站，因為該路線有國鐵貨物列車直通。

### 京阪電鐵
過去持有近鐵京都線的奈良電氣軌道為京阪電鐵與近鐵前身大阪電氣軌道同額出資設立，1953年9月京都線因颱風受損，奈良電氣軌道提出併入京阪想法，但京阪正在進行淀屋橋延長線的施工而拒絕出資，近鐵抓準時機企圖將營運版圖擴張至京都，但遭京阪反對，幾經協調之後，近鐵終於得到京阪同意合併奈良電氣軌道，作為交換近鐵將新田邊站以北的巴士營運權移交京阪集團。

### 名古屋鐵道
最初名古屋線為窄軌線時近鐵與名鐵曾有直通臨時觀光列車，但是戰後近鐵與名鐵發生激烈競爭，雙方競爭涉及多種交通，鐵路方面近鐵計畫從當時擁有的養老線分出支線至岐阜站，聯絡東海道新幹線、並將營運版圖擴張至岐阜，但被名鐵搶先建設羽島線，近鐵計畫未能完成。近鐵與名鐵的關係在1980年代經濟成長減速之後轉為合作，1997~2006年近鐵甚至與名鐵、南海電鐵推出3社互通的3日周遊券。

## 外部連結
- 官方網站
  - http://www.kintetsu.co.jp/ （页面存档备份，存于）
  - http://www.kintetsu.jp/ （页面存档备份，存于）
  - 路線圖 （页面存档备份，存于）
  - http://www.kintetsu.jp/kouhou/museum.html （页面存档备份，存于）